# メアリー・ダグラス・グラスプール
`

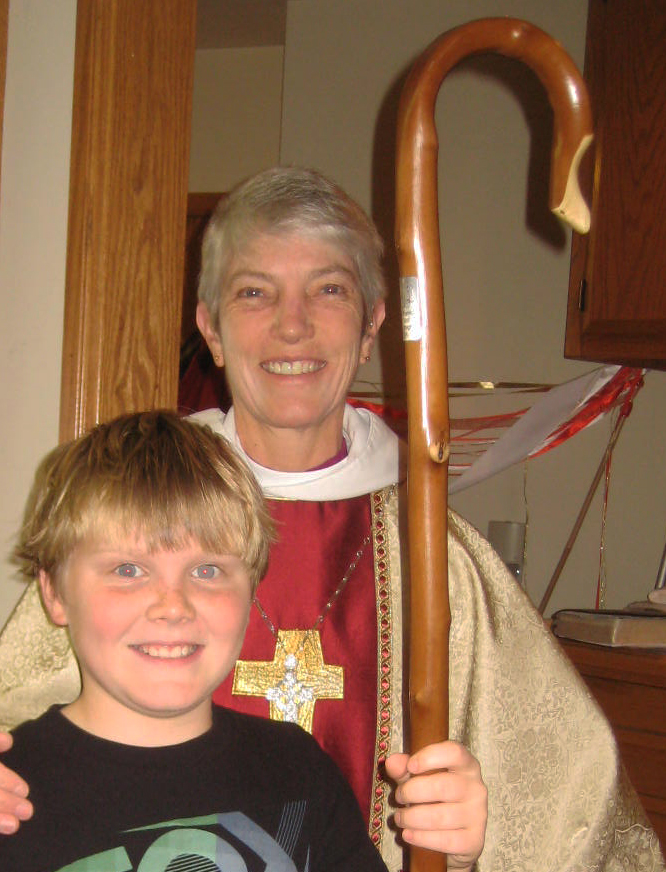
メアリー・ダグラス・グラスプール

メアリー・ダグラス・グラスプール（英語：Mary Douglas Glasspool、1954年2月23日 - ）は、米国聖公会ロサンゼルス教区の補佐主教。アングリカン・コミュニオン初の、主教按手を受けた公然の女性同性愛者である。

## 経歴
グラスプールは1954年2月23日に、ニューヨークのスタテンアイランド病院でダクラス・マレー・グラスプールとアン・ディキンソンの間に生まれた。同年にグラスプール一家はニューヨークのゴシェンに引越し、父親は聖ジェームズ教会で1989年に死ぬまでレクター（教区牧師）を務めた。グラスプールは1976年にマサチューセッツ州ケンブリッジのエピスコーパルディビニティスクール (the Episcopal Divinity School) に入学した。彼女は1981年6月に執事、1982年3月に司祭の按手を受けた。1981年にグラスプールはフィラデルフィア、チェストナッツヒルにある聖ポール教会のレクターのアシスタントとなり、1984年までその役職を務めた。彼女は1984年から1992年までボストンの聖ルーク・聖マーガレット教会 (St. Luke's and St. Margaret's Church) のレクターを務め、そして1992年から2001年までアナポリスの聖マーガレット教会のレクターを務めた。 2001年には主教に仕える司祭としてメリーランド教区に召喚された。
2009年12月4日、カリフォルニア州リバーサイドでのロサンゼルス教区115回目の会議の7回目の投票で、グラスプールは補佐主教として選出された。2010年3月17日、管轄する主教オフィスは選挙が必要な同意を受けたと認めた。その後、2010年5月15日にカリフォルニア州のロングビーチで主教按手を受けた 。
グラスプールは聖公会で主教に選出された17人目の女性であり、初の公然のレズビアンである。聖公会での同性愛主教の議論が進んでいる状態にある中で、その任命は全世界の注目を受けている。